# Titularbistum Lugmad
Lugmad (neu-ir.: Lughmhadh bzw. Lú, engl.: Louth) ist ein Titularbistum der römisch-katholischen Kirche. 
Es geht zurück auf einen untergegangenen Bischofssitz in Louth in der irischen Provinz Ulster, welcher der Kirchenprovinz Armagh zugeordnet war.
| Titularbischöfe von Lugmad |                       |                                                  |                  |                   |
| Nr.                        | Name                  | Amt                                              | von              | bis               |
| 1                          | Michael O’Reilly      | emeritierter Bischof von Saint George’s (Kanada) | 14. Januar 1970  | 28. November 1970 |
| 2                          | Thomas Joseph Winning | Weihbischof in Glasgow (Vereinigtes Königreich)  | 22. Oktober 1971 | 23. April 1974    |
| 3                          | John Joseph Gerry     | Weihbischof in Brisbane (Australien)             | 5. Juni 1975     | 13. Dezember 2017 |
| 4                          | Michael Router        | Weihbischof in Armagh (Irland)                   | 7. Mai 2019      |                   |